# Avima soaresorum
Avima soaresorum is een hooiwagen uit de familie Agoristenidae.